# Классификация секретной информации в КНР

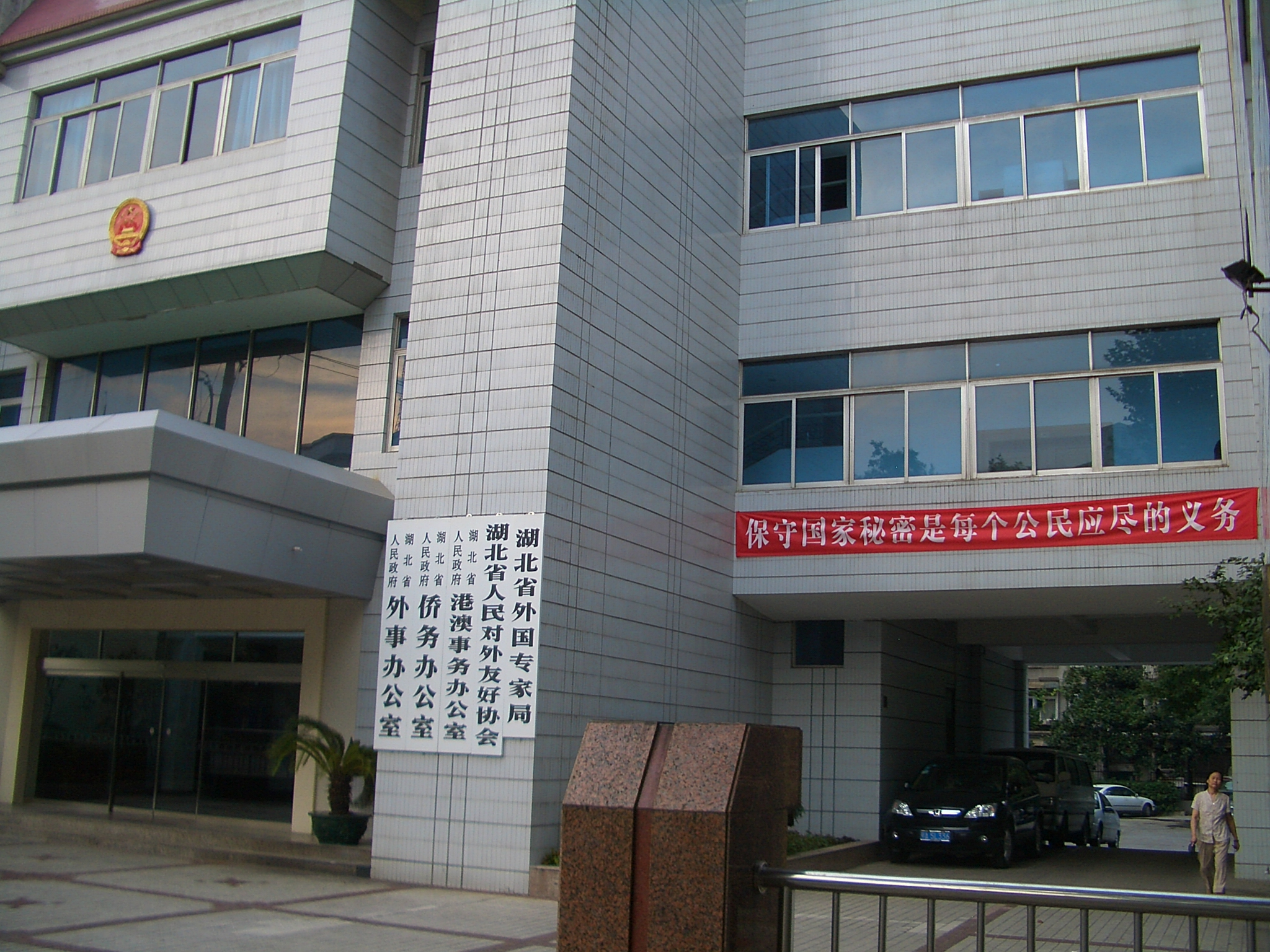
Здание в городе Ухань, где размещаются провинциальное Народное общество дружбы с зарубежными странами, провинциальное управление иностранных дел, провинциальное управление по делам иностранных специалистов, и прочие подобные организации. Лозунг над входом гласит: «Защита государственных секретов — долг каждого гражданина»

«Закон об охране государственной тайны» КНР 1989 года устанавливает, что к сведениям, составляющим государственную тайну, относятся:
- Основные политические решения о государственных делах;
- Сведения о национальной обороне и деятельности вооружённых сил КНР;
- Дипломатическая деятельность и деятельность, связанная с защитой интересов КНР в иностранных государствах;
- Национальное экономическое и социальное развитие;
- Наука и технологии;
- Мероприятия по сохранению государственной безопасности и расследованию уголовных преступлений, а также любые другие сведения, которые классифицируются как «государственная тайна» Национальной администрацией по охране государственных тайн.

По степени секретности сведения могут быть отнесены к одной из трёх категорий:
- «Совершенно секретно» (绝密). Определяется как «жизненно важные государственные секреты, раскрытие которых может причинить очень серьёзный ущерб государственной безопасности и национальным интересам»;
- «Высокая секретность» (机密): Определяется как «важные государственные тайны, раскрытие которых может нанести серьёзный ущерб государственной безопасности и национальным интересам»;
- «Секретно» (秘密). Определяется как «обычные государственные тайны, разглашение которой может нанести вред государственной безопасности и национальным интересам».

Уголовный кодекс Китайской Народной Республики, который не действует в особых административных районах Гонконг и Макао, квалифицирует разглашение государственной тайны как преступление. 

Обеспечение соблюдения защиты государственной тайны осуществляется Национальной администрацией по охране государственных тайн.